# Ancistrocerus dolosus
Ancistrocerus dolosus är en stekelart som beskrevs av Gusenleitner 1993. Ancistrocerus dolosus ingår i släktet murargetingar, och familjen Eumenidae. Inga underarter finns listade i Catalogue of Life.